# Leiderdorp
Leiderdorp est un village et une commune néerlandaise, située en province de Hollande-Méridionale (Zuid-Holland) et comptant près de 27 470 habitants au recensement de 2022.
Le territoire communal est à plus de moitié urbanisé, et est devenu une banlieue est de la ville de Leyde, qui en est séparée par la rivière Zijl et une portion du cours du Vieux Rhin.